# Дубровский сельсовет (Лельчицкий район)
Дубровский сельсовет — административная единица на территории Лельчицкого района Гомельской области Белоруссии. Административный центр — агрогородок Дуброва.

## Состав
Дубровский сельсовет включает 7 населённых пунктов:
- Данилевичи — деревня.
- Дубницкое — деревня.
- Дуброва — агрогородок.
- Заболотье — деревня.
- Рубеж — деревня.
- Сологубов — деревня.
- Сологубов — посёлок.